# 座敷童子
座敷童子主要指岩手縣的傳說中的一種自然精靈，是住在家宅和倉庫裡的神。按照傳說，座敷童子常常戲弄家裡的人，會為見到它的人帶來幸運，有座敷童子在的家庭會很富足。 柳田國男的『遠野物語』對座敷童子記述道「這個神寄宿的家庭會富貴自在穩定」「它的名字叫做座敷童子」。

## 概要
座敷童子的傳言主要來自岩手縣中心地區，青森縣、宮城縣、秋田縣和東北地方各縣也有分佈。
一般對祂的表述為紅臉垂髪的五、六歲小孩子，不過根據住家地區不同，其外表的年齡範圍可以下到三歲，上到十五歲左右。一般留御河童髪型或平頭。性別有男有女，男孩子多穿帶條紋的黑色絣織和服，女孩子則多著紅色的小袖和服，有的時候會穿振袖。也有分不出其性別的時候，有時一個家庭中也有可能寄宿了多個座敷童子，甚至同時有複數的男女童子都存在的情況。也有傳說其可能會以黑色的動物或武士的形態出現。
座敷童子非常喜歡惡作劇，有時會在家裡留下用煤灰或白粉做的小腳印，或是在夜晚故意不停搞出紡車的聲音，讓起居室裡充滿歌舞聲。有人獨自在家縫紉時，聽到隔壁的房間有紙張沙沙作響的聲音，間或夾著噴嚏聲，明明沒有人的空屋卻傳出談話聲。座敷童子還會在半夜裡故意在客人的床上或枕邊來回奔跑，或大力壓在人身上，讓人噩夢連連。
座敷童子很喜歡和小孩子一起玩耍。很多其它地方的人會到岩手的早池峰神社參拜，有的時候座敷童子會出現在小孩子中間，並教他們岩手的童謠。
家裡的小孩子一般可以看得見座敷童子，而成年人看不見它，所以成年人常常會看到小孩子對著空氣說話或嬉笑。有的時候在數小孩子的數目時，會發現多了一個誰也不認識的小孩。文學上常常以此為題材。

## 故事背景
相傳在鐮倉幕府時期，東北岩手縣鄉下的一間破屋子里，住著一個小女孩和她母親。因為父親去世，而母親又生重病，母女倆的生活靠女兒天天上山採藥來維持。一天清晨，小女孩老樣子去採藥卻遲遲沒有回家，但採的藥還是有出現，母親問附近的人都不知道是怎麽一回事。之後，母親決定埋伏，但卻發現居然是自己女兒的身影，母親大喊一聲，衝了出去，女孩聞聲就逃跑，母親緊跟著，卻怎麽也追不上，兩人一直跑到一座懸崖，然後女兒便眼淚汪汪的望著母親然後跳進霧中消失不見，然後母親向前走去，發現只有一個藥籃與一雙鞋子。原來女兒意外失足身亡，但因為放不下母親的執念所以又回來，也因為生前的不幸，不希望其他人也不幸，所以變成座敷童子，特別喜歡幫助窮困的人家。

## 起源

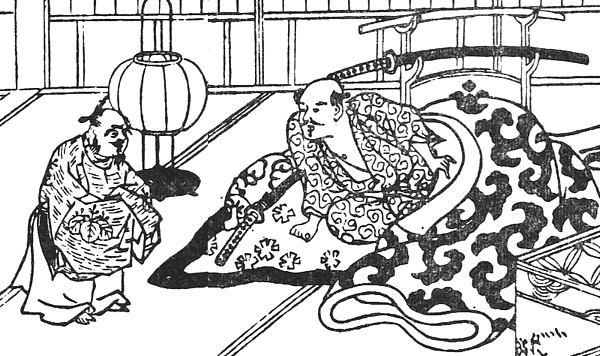
參考：上田秋成『雨月物語』的「貧富論」中的銭的靈魂

民俗學者佐佐木喜善認為座敷童子是在家裡被殺害並埋在地板下的小孩子的靈。東北地方曾出現過「臼殺」，是為了減輕家裡的生活負擔，將多出來的小孩用口趕到石臼下面壓死，並將其埋在土間的廚房下面的習俗。可能由於大雨或是地震使小孩的殘骸暴露出來（甚至是小孩的靈魂出現）被外人看到，家人為了掩蓋事實即說是座敷童子出現。因此前面提到的「ノタバリコ」或「ウスツキワラシ」是座敷童子中最下等的，前者意指從土間裡面爬出來，後者則是使用石臼的聲音還伴隨惡臭，這些都代表了座敷童子和被「臼殺」並被埋在土間的小孩有很大關聯。
除了前面提到的關聯，也有人將座敷童子和從村外來的六部（巡禮僧）殺害老屋原本的住戶造成家族沒落的傳說相結合，認為座敷童子是古舊的村落中黑暗歷史的象徵。
高橋貞子在其著作『座敷わらしを見た人びと』有其他的看法，認為座敷童子是製作榻榻米工匠在對這家人的怨氣，或者是其為了進行詛咒在施工時放入柱子或者樑柱的用薄木片削成的人形幻化而成的。
也存在座敷童子的正體其實是河童的說法，認為其是住宅附近的湖里住的河童進入住家惡作劇或是定居的結果。
另外，座敷童子作為小孩子的姿態，可能是由佛教的護法童子的姿態和民間信仰相結合的結果。
柳田國男認為座敷童子信仰可能是對護法童子的信仰，對民間巫女的守護靈的信仰，若葉地區對清新的魂的信仰和認為神降人間成為家庭守護靈的信仰的結合體。柳田在民俗學方面的論點則認為座敷童子和如竜宮童子一類的由異界來到人間的童子有很大聯繫。
此外，民俗學者小松和彥則提出他的文化人類學觀點：度量村落的興衰程度的一個最明顯的標誌即是兒童，富裕的家庭則可以有多個孩子，而貧困的家庭則可能造成小孩的夭折，可以從座敷童子的存在獲得村落貧富差距的變化信息。
上田秋成在江戶後期出版的讀本『雨月物語』中的「貧富論」裡描述了在陸奧國（現在青森縣）的武士家中出現了代表錢的靈魂名叫「黃金的精霊」的小老頭，和武士進行了「關於錢的愉快的對話」，文學博士阿部正路認為這就是座敷童子的原型。

## 風俗
一些日本豪族認為其舊宅里有座敷童子，不可以在家裡說不相信座敷童子這樣的話，甚至會每日進行供奉。據說座敷童子喜愛小豆飯，所以他們每天都會向其供奉小豆飯，如果供奉的飯沒有減少則代表家將衰敗。雖然座敷童子和犬神的情況比較類似，但和犬神相反的是，人們認為座敷童子是一種保護神，對其充滿敬畏，也希望其到自己的家中落腳。
二戸市一帶的居民會在自己的家中供奉童子的畫像，並在祭壇上擺上和菓子或是玩具，這個風俗殘留至今。有些風俗則是專門在家中為座敷童子建一間小屋，希望能夠留住它，以保持家族興旺。
『遠野物語』中提到，土淵村的富豪家中有一個叫做「座頭部屋」的小房間，舊時家裡開宴會時，都會專門派人到該房間門口呼喚座頭並等待片刻，以示邀請座敷童子。文學研究者三浦佑之認為座敷童子是家中的守護靈。
青森縣五戸町的居民在新修房屋的時候，會在地板下面埋一個金球，希望座敷童子來拍球，給家族帶來幸福。

### 和家庭興衰之間的關聯性
座敷童子在民間信仰中最大的特徵是：座敷童子在則家庭興旺，座敷童子去則家庭敗落。即座敷童子和福神很相似，被認為是掌管家庭興衰的守護靈。
『遠野物語』有記載座敷童子離開後整個家族因為食物中毒而全部滅絕的傳說：岩手縣土淵村（現在的遠野市）大字飯豊的資産家的座敷童子被小孩子射箭射到，座敷童子便離開了，其家運頃刻之間即消失，很快就敗落了。有人認為座敷童子去則家庭敗落的說法，和貧乏神去則家庭重新富足的說法是相關聯的。
也有見到白色的童子是吉兆，看到紅色的童子（有紅的臉，穿著紅的衣服，手中提著紅色小桶的童子）從家裡出走是噩兆的說法。前面提到的整個家族中毒死的事例中就有人看到了紅童子。

## 各種各樣的座敷童子
座敷童子根據所處的地區，還被稱為「座敷童」、「座敷童眾」、「座敷少爺」、「禦蔵ボッコ」、「座敷小僧」、「カラコワラシ」。「座敷少爺」的稱呼主要用在岩手內陸部，宮沢賢治的著作中有提到這個名字。
『十方庵遊歴雑記』中有關於在岩手縣江刺市（現在的奧州市江刺區）稲瀬的座敷童子的記錄：
家裡的土間中出現了座敷童子，不斷重複「コメツキワラシ」，「ノタバリコ」和「ウスツキコ」這幾句話，其中長的最白的穿的最華麗的座敷童子被稱為「チョウピラコ」。且不論其是否和家族興衰有關，家中總是出現這種怪聲，還伴隨惡臭，讓人不免對其產生厭惡。
據說如果座敷童子伸出像藤蔓一般的細手向人招手的話，則代表將有洪水或海嘯，因此也有人用「細手（ほそで）」或「細手長手（ほそでながて）」稱呼它們。 「クラワラシ」，「倉少爺」則是用來稱呼生活在倉庫中的座敷童子。
儘管東北地方有很多關於座敷童子的傳說，秋田縣卻出奇的少，這是因為秋田三吉鬼的存在，使當地人認為座敷童子是下等妖怪。

## 座敷童子登場的作品
座敷童子是小説、電影、游戏和戲劇經常使用的題材。
漫畫
| - 守護貓娘緋鞠 - 潮與虎 - 鬼太郎 - 靈異教師神眉 - 妖怪少爺 - ちびもの - Pの悲劇 - ×××HOLiC - 优与魅衣 - 狐魅家族日記簿 - 絕望先生 - 妖怪醫生 - 妖逆門 - いんどあHappy | - 義呆利 Axis Powers - 妖怪少爺之紫 - アップルパラダイス - 隔壁的山田君 - 物怪 - 高橋留美子劇場（1卷） - 罪與罰（鈴木有布子） - 鬼切丸 - 童迷宮－消えた青い鳥－ - WARASHI - ざっちゃん - まるごと・杏樹学園 - 中央モノローグ線 - ラブ・モンスター | - 妖怪始末人トラウマ!! - ほんとにあった!霊媒先生 - ななみまっしぐら - 妖狐×僕SS - 鬼灯的冷徹 一子、二子 - 妖怪手錶 座敷童子、座敷童神 - 女子高生 - 黑塔利亞 - 搖曳莊的幽奈小姐 仲居千岁 - 我死前的百物語 |

動畫

| - 魔法小天使 - 奇天烈大百科 - 物怪 - 反斗小王子 - 龙威 - まんが日本昔ばなし - 『動物橫町 座敷童子』( 動物橫町 ) | - 神奇寶貝 - 蠟筆小新 客廳妖怪 - 妖怪手錶 - 靈異教師神眉 - 鬼燈的冷徹 - xxxHOLiC - 好想告訴你 | - 夏目友人帳 - 哆啦A梦电影作品 - 妖怪旅館營業中黃金童子 - 搖曳莊的幽奈小姐 仲居千岁 - 數碼寶貝幽靈遊戲 - 阿松第二季 17话 |

特攝片
- 忍者戰隊隱連者

小説
- 黏黏妖美少女
- ユタとふしぎな仲間たち
- Missing 9 - 11卷 座敷童の物語
- 座敷童にできるコト
- 図書館戦隊ビブリオン
- 我家有个狐仙大人
- サンダーガール!
- 隔壁的山田君
- 妖怪旅館營業中（かくりよの宿飯）黃金童子
- 淺草鬼妻日記千代童子

電影
- 妖怪大戰爭
- 河童之夏
- 妖怪大世紀

日劇
- 旅館之嫁
- 怪談スペシャル
- 辻真先の婚約旅行殺人事件シリーズ
- 都市傳說之女

电子游戏
- 1/2 summer
- 阴阳师
- 御霊录
- 神魔之塔

## 腳註
1. 1 2 3  渡辺公一. . 野村純一他編  (编). . みずうみ書房. 1987: 121頁. ISBN 978- 4-8380-3108-5.
2. 1 2 3 4 5 6 7  村上健司. . 講談社コミッククリエイト編  (编). . KODANSHA Officisil File Magazine VOL.05. 講談社. 2008: 10–11頁. ISBN 978-4-06-370035-0.
3. ↑  怪談レストラン編集委員會・松谷みよ子責任編集. . 怪談レストラン. 童心社. 2007: 17–25頁. ISBN 978-4-494-01373-9.
4. 1 2 3 4  多田克己. . Truth in fantasy IV. 新紀元社. 1990: 256–261頁. ISBN 978-4-915146-44-2.
5. ↑  志村有弘監修. . 青春出版社. 2008: 71 頁. ISBN 978-4- 413-00965-2.
6. 1 2 3  杉山茂勲. . 早川和樹編  (编). . ミリオン出版. 2008: 100–103頁. ISBN 978-4-8130-2076-9.
7. 1 2 3  佐佐木喜善. . 中公文庫. 中央公論新社. 2007: 15–55頁. ISBN 978-4-12-204892-8.
8. 1 2 3 4 5 6  三浦佑之. . 吉成勇編  (编). . 歴史読本特別増刊・事典シリーズ. 新人物往來社. 1992: 256–257 頁. ISBN 978-4-4040-2011-6.
9. ↑  . : 65–67頁.
10. 1 2  桜井徳太郎編. . 東京堂出版. 1980: 134–135頁. ISBN 978-4-490-10137-9.
11. ↑  岩井宏實監修.  4. 河出書房新社. 2000: 30頁. ISBN 978-4-309-61384-0.
12. ↑  阿部正路. . 東京書籍. 1981: 117 –120頁. ISBN 978-4-487-72164-1.
13. ↑  . : 48–52頁.
14. ↑   IV. : 275頁.
15. ↑  柳田國男. . 岩波文庫. 岩波書店. 1976: 23–25頁. ISBN 978-4-00-331381-7.
16. ↑  高橋貞子. .  VOL.05. : 7頁.